# Shilvington
Shilvington – przysiółek w Anglii, w Northumberland, w dystrykcie (unitary authority) Northumberland, w civil parish Whalton. Leży 32.9 km od miasta Alnwick, 19.3 km od miasta Newcastle upon Tyne i 417 km od Londynu. W 1951 roku civil parish liczyła 31 mieszkańców.